# Neobatrachus fulvus
A Neobatrachus fulvus a kétéltűek (Amphibia) osztályának békák (Anura) rendjébe, a mocsárjáróbéka-félék (Limnodynastidae) családjába, azon belül a Neobatrachus nembe tartozó faj.

## Előfordulása
Ausztrália endemikus faja. Az ország Nyugat-Ausztrália államában, Shark Bay-től észak felé a Northwest Cape-ig honos. Elterjedési területének mérete 9000 km². A Neobatrachus nem összes faja közül ennek a fajnak a legkisebb az elterjedési területe.

## Nevének eredete
Neve a latin fulvus (vöröses sárga) szóból ered, utalva a faj színezetére.

## Megjelenése
Közepes méretű, robusztus testfelépítésű békafaj, mérete elérheti az 5 cm-t. Élénkbarna bőrét sárga pettyek és világosabb mintázat tarkítja. Bőre az oldalán olyan laza, hogy ágyéka alig kivehető. Hátsó lábain mérsékelten fejlett úszóhártyák vannak.

## Életmódja
Vörös vagy barna, homokos szerkezetű dűnék, vályogtalajokon élő nyílt akácosok lakója. Az esők által elárasztott agyaggödrökben szaporodik. A párzási időszak heves nyári vagy kora téli esőzések után kezdődik.

## Természetvédelmi helyzete
A vörös lista a nem fenyegetett fajok között tartja nyilván. Elterjedési területén számos védett terület található Nyugat-Ausztráliában.